# Жрновница (река)
Жрновница је река у Далмацији у Хрватској. Извире у подножју планине Мосор. Дуга је 4,8 km.
Жрновница је крашка река бржег тока с мањим слаповима и доста брзака. Тече кроз истоимено место и улива се у Јадранско море свега неколико километара од Сплита у правцу Омиша.
У свом горњем току пролази кроз кањон који је слабо доступан људима, па је зато тај део и најочуванији. Обалом доњег дела реке направљена је стаза за шетњу, а остатак обале обрастао је врбом и смоквом с мало водене вегетације.
Од риба у горњем делу, уз најзаступљеније калифорнијску пастрмку и јегуљу, живи и угрожена подврста мекоусна пастрмка солинка (Salmothymus obtusirostris salonitana). Доњи део реке је неповољан за живот мекоусне пастрмке, али зато има добре услове за јегуље и калифорнијске пастрмке.
Мекоусна пастрмка солинка је карактеристика реке Жрновнице јер је она, уз реку Јадро, посљедње станиште овом угроженом ендему.